# Istruzione aperta

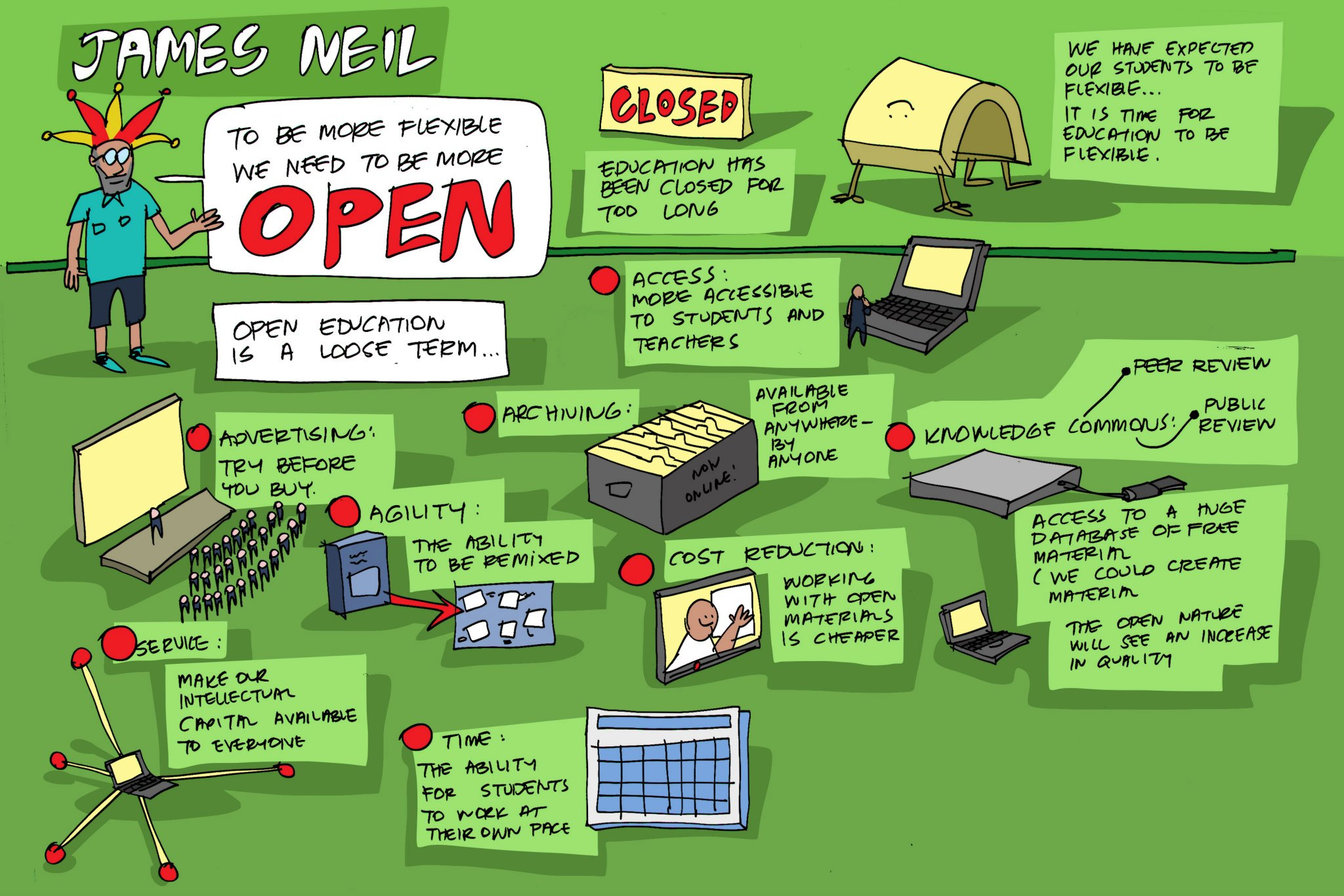
Istruzione aperta e apprendimento flessibile

L'istruzione aperta o educazione aperta, nota anche con l'espressione inglese open education, è un movimento educativo fondato sull'apertura, con connessioni ad altri movimenti educativi come la pedagogia critica e con una posizione educativa che favorisce un'ampia partecipazione e inclusività nella società. L'istruzione aperta amplia l'accesso all'apprendimento e alla formazione tradizionalmente offerti attraverso i sistemi di istruzione formale ed è tipicamente (ma non necessariamente) offerta tramite la formazione online e a distanza. L'aggettivo "aperta" si riferisce all'eliminazione delle barriere che possono precludere sia le opportunità sia il riconoscimento della partecipazione nell'apprendimento istituzionale. Un aspetto dell'apertura o dell'"aprirsi" dell'istruzione è lo sviluppo e l'adozione di risorse didattiche aperte a sostegno di pratiche educative aperte.
Un esempio di pratica istituzionale in linea con l'istruzione aperta può essere la riduzione delle barriere all'ingresso, ad esempio l'eliminazione dei requisiti di ammissione accademica. Tra università che seguono tali pratiche vi sono la Open University in Gran Bretagna, l'Athabasca University e la Thompson Rivers University, Open Learning in Canada e l'Università Aperta della Catalogna, in Spagna, tra molte altre. I corsi online aperti e di massa (MOOC) e l'OpenCourseWare sono tra gli approcci più recenti e visibili all'istruzione aperta, adottati dalle università di tutto il mondo. Sebbene molti MOOC siano ad iscrizione gratuita, i costi per acquisire una certificazione possono essere un ostacolo. Molti istituti di istruzione aperti offrono schemi di certificazione gratuiti accreditati da organizzazioni come UKAS nel Regno Unito e ANAB negli Stati Uniti; altri offrono un badge.

## Origini dell'istruzione aperta
L'istruzione aperta fa parte di un movimento più ampio di apertura. Ha origini, in particolare nell'istruzione superiore, nel XVII secolo nel pensiero di Comenio, che proponeva l'accesso aperto all'istruzione come obiettivo fondamentale. Alcuni autori hanno notato la discussione accademica sull'educazione aperta che ha origine nei movimenti pedagogici progressivi dell'educazione della prima infanzia, in relazione all'apertura dei metodi di insegnamento e alla promozione dell'autonomia degli studenti all'interno e all'esterno della classe. Tornando all'apertura nell'istruzione superiore, il dopoguerra negli anni sessanta e settanta ha dovuto affrontare una "crisi mondiale dell'istruzione", poiché i sistemi educativi rispondevano lentamente alla domanda di istruzione superiore in un'era di prosperità scientifica ed economica che richiedeva nuovi modelli per soddisfare le esigenze di un gruppo molto più ampio e diversificato di discenti lungo tutto l'arco della vita. Queste condizioni portarono alla creazione di sistemi di istruzione aperti e a distanza a livello globale, che a sua volta ha sviluppato molte idee innovative e progressiste su come soddisfare i bisogni educativi di popolazioni di studenti ampie e diversificate. L'affermazione dell'istruzione aperta nel XXI secolo come parte crescente dell'istruzione ordinaria, in particolare nell'istruzione superiore, è direttamente collegata allo sviluppo delle università di istruzione aperta a partire dagli anni settanta del Novecento.
L'interconnessione tra istruzione aperta e progresso scientifico ed economico non è una coincidenza. L'apertura nell'istruzione è connessa alle mutevoli esigenze delle società, delle culture e delle economie e in particolare alla rapida evoluzione delle tecnologie digitali e in rete. La tecnologia, la pedagogia e i relativi sviluppi socioeconomici hanno una relazione simbiotica con l'istruzione aperta e a distanza, anche nei fondamenti intellettuali e teorici che ne definiscono la pratica.
L'emergere più recente dell'istruzione aperta è legato alla capacità di condividere risorse sul web a costi contenuti rispetto alla distribuzione di materiale protetto da copyright comune all'interno dell'istruzione superiore. I primi esempi di ciò sono il programma OpenCourseWare, istituito nel 2002 dal Massachusetts Institute of Technology (MIT), seguito da più di 200 università e organizzazioni, e Connexions, istituito presso la Rice University nel 1999, trasformatosi in OpenStax. Simili alla Dichiarazione di Berlino sull'accesso aperto alla conoscenza nelle scienze e nelle discipline umanistiche del movimento Open Access, sono gli obiettivi e le intenzioni dell'istruzione aperta specificati nella Dichiarazione sull'istruzione aperta di Città del Capo. Il MOOC è una forma più recente di corso online basato su principi di apertura che ha ricevuto crescente attenzione dall'inizio degli anni 2010, esemplificato da piattaforme online come edX, Coursera e Udacity.

## Caratteristiche comuni dell'istruzione aperta
L'istruzione aperta è spesso considerata un bene inequivocabile, parte di un più ampio movimento di apertura nella società (cioè conoscenza aperta, governo aperto, accesso aperto, dati aperti, open source e cultura aperta). Sono tuttavia stati sviluppati anche approcci critici all'istruzione aperta che sottolineano prospettive diverse e la necessità di un esame sfumato dei contesti di apertura, un focus su questioni di partecipazione, potere e giustizia sociale, un superamento dei binari di aperto e chiuso come pure l'esame delle relazioni tra istruzione aperta formale, non formale e informale e le relazioni tra insegnanti e discenti. L'apertura nell'istruzione è considerata un termine comprensibile e al contempo contestata a più livelli e scale. Può essere caratterizzata come un concetto adattivo, flessibile e in evoluzione. I sostenitori dell'apertura nell'istruzione sostengono che per realizzare pienamente i vantaggi dell'istruzione aperta è necessario concentrarsi sulle pratiche educative aperte (OEP). Utilizzando le OEP, gli educatori aperti riconoscono l'ubiquità della conoscenza attraverso le reti e orchestrano l'apprendimento che mira a promuovere l'agenzia degli studenti, l'empowerment e la partecipazione civica globale. Allo stesso modo, ci sono altri movimenti paralleli nell'istruzione che supportano l'apertura, tra cui l'apprendimento in rete, l'apprendimento connesso e le tecnologie sociali, tra gli altri.
Le caratteristiche comuni dell'istruzione aperta in pratica tentano di creare opportunità per gli studenti di:
- accedere all'istruzione, aprire risorse educative, aprire libri di testo e aprire borse di studio
- collaborare con gli altri, oltre i confini delle istituzioni, dei sistemi istituzionali e delle posizioni geografiche
- creare e co-creare conoscenza apertamente
- integrare pratiche, reti e identità di apprendimento formale e informale.

## Fondamenti teorici dell'istruzione aperta

Istruzione aperta e apprendimento flessibile

L'istruzione aperta è motivata dalla convinzione che gli studenti vogliano esercitare il libero arbitrio nei loro studi, in particolare da una prospettiva di apprendimento permanente. Nel corso della sua storia, l'istruzione aperta è stata associata a molteplici significati: accesso, flessibilità, equità, collaborazione, azione, democratizzazione, giustizia sociale, trasparenza e rimozione delle barriere. Ricercatori e professionisti nel campo dell'istruzione aperta hanno adottato teorie educative generiche come il costruttivismo sociale, il comportamentismo e il cognitivismo, e quindi hanno generato le proprie basi teoriche in seguito all'emergere di università aperte e all'emergere di potenti e sofisticati tecnologie digitali, come l'apprendimento in rete o il connettivismo. L'istruzione aperta è stata anche influenzata dalla filosofia dell'apertura, caratterizzata da un'enfasi sulla trasparenza e sulla collaborazione. Le concettualizzazioni iniziali dell'istruzione aperta sono state caratterizzate dallo studio indipendente, in cui gli studenti sono indipendenti dal tempo e dallo spazio attraverso l'apprendimento asincrono, ma anche indipendenti nello sviluppo delle proprie strategie e pratiche di apprendimento, incentrate sull'apprendimento personalizzato e sull'autonomia e sull'azione dello studente.
Dagli anni duemila, le teorie che supportano l'istruzione aperta si sono sviluppate in linea con la rapida evoluzione delle tecnologie digitali in rete e la sofisticazione del software sociale. Il modello di comunità di indagine (community of inquiry, CoI) proposto da Garrison, Anderson e Archer (2000) è stato sviluppato per fornire un ordine concettuale e fungere da strumento euristico per l'uso della comunicazione mediata dal computer a supporto di esperienze educative, particolarmente rilevanti per la formazione online e aperta. Il modello CoI sostiene che un'esperienza di apprendimento online significativa viene creata attraverso una combinazione e un'interazione tra presenza cognitiva, sociale e didattica.
Una serie di altre teorie e quadri concettuali si riferiscono all'istruzione aperta, compreso il connettivismo che adotta un approccio non lineare all'apprendimento, influenzato dalla teoria della complessità, in cui le comunità di conoscenza si formano attraverso connessioni forgiate in un ambiente di apprendimento in rete. Il connettivismo si riferisce all'apertura attraverso la sua enfasi sull'autonomia e l'agenzia degli studenti e il suo utilizzo delle risorse didattiche aperte (OER). Lo studio dell'apprendimento autodeterminato, noto come eutagogia, riguarda anche l'istruzione aperta, fondata sui principi di autoefficacia e capacità, metacognizione e riflessione e apprendimento non lineare. L'apprendimento autodeterminato è spesso visto come parte di un'esperienza continua tra pedagogia, andragogia ed eutagogia, che riflette il passaggio da ambienti e attività incentrati sull'insegnante a quelli determinati dallo studente. Un quadro di ecologia dell'apprendimento sostiene l'istruzione aperta attraverso una prospettiva di educazione permanente e per tutto l'arco della vita, che consiste nell'apprendimento in luoghi diversi contemporaneamente nei molteplici contesti in cui si vive. Un approccio basato sulle ecologie dell'apprendimento si basa sulle possibilità delle nuove tecnologie nel facilitare l'apprendimento autosufficiente, guidato dagli interessi e oltre i confini, correlato all'apertura nel movimento educativo. Un approccio di apprendimento rizomatico può anche essere alla base di forme di istruzione aperta, caratterizzata come un processo organico in cui il curriculum è connesso alla comunità e lo studente naviga in ambienti di apprendimento diversamente connessi creando collegamenti, negoziando il processo di apprendimento e adattandosi al cambiamento. Nei più recenti fondamenti teorici dell'istruzione aperta, inclusi connettivismo, eutagogia e apprendimento rizomatico, l'apertura nasce dalla progettazione incentrata sul discente e non lineare dei contesti e delle risorse di apprendimento e dalla promozione dell'agenzia e dell'autonomia del discente.

## Tecnologia utilizzata
Le tecnologie disponibili per l'istruzione aperta sono importanti per l'efficienza complessiva del programma. Promuovono un'assoluta apertura nella diffusione dell'istruzione, eliminando le barriere comprendendo, ma non solo, i costi e l'accesso a risorse gratuite e pertinenti. Dopo che le tecnologie disponibili vengono reperite, è necessario che ci siano applicazioni appropriate sulle tecnologie per il programma di formazione online specifico.
Poiché l'istruzione aperta di solito si verifica in un momento e in un luogo diversi per la maggior parte delle persone in tutto il mondo, è necessario utilizzare alcune tecnologie per migliorare il programma. Queste tecnologie sono principalmente online e servono una varietà di scopi. I siti Web e altri corsi di formazione basati su computer possono essere utilizzati per fornire dispense, valutazioni e altro materiale del corso. Vengono forniti video e presentano relatori, eventi di classe, discussioni sugli argomenti e interviste ai docenti. YouTube e iTunes U sono spesso utilizzati per questo scopo. Gli studenti possono interagire tramite videoconferenze, e-mail, gruppi di studio online o annotazioni sui siti di social bookmarking. Altri contenuti per i corsi possono essere stati forniti, in passato, tramite nastri, stampa e CD.
Governi, istituzioni e persone si rendono conto dell'importanza dell'istruzione. La conoscenza umana è fondamentale per produrre leader, innovatori e insegnanti competenti. I sistemi educativi devono offrire a ciascun individuo la possibilità di costruire una vita migliore. La tecnologia ha reso più facile l'espansione delle opportunità educative. Attraverso Internet, gli studenti possono trovare facilmente informazioni praticamente su qualsiasi argomento, mentre i tutor sono in grado di condividere la loro esperienza con qualsiasi studente in pochi secondi. I materiali didattici sono diffusi a un pubblico globale senza costi aggiuntivi. La tecnologia in evoluzione consente agli studenti di interagire con la comunità globale comodamente da casa. Con l'apprendimento a distanza, le università e i college espandono il loro impatto attraverso corsi online che le persone in qualsiasi paese possono seguire.
L'istruzione aperta include risorse come pratiche e strumenti che non sono ostacolati da impedimenti finanziari, tecnici e legali. Queste risorse vengono utilizzate e condivise facilmente all'interno delle impostazioni digitali. La tecnologia ha rivoluzionato le tecniche nell'invio di informazioni ricevute su base giornaliera, in particolare nell'istruzione. La disponibilità di risorse web ha trasformato tutto. L'istruzione aperta è fondata su risorse educative aperte (OER) comprese o fonti di apprendimento, insegnamento e ricerca. Con l'Open Education, i costi dei libri di testo, che sono aumentati di oltre tre volte il tasso di inflazione per molti anni, non devono ostacolare l'istruzione. Sulla base della revisione di NBC News dei dati dell'Ufficio di statistica del lavoro statunitense, i prezzi dei libri degli studenti sono aumentati di tre volte i tassi di inflazione da gennaio 1977 a giugno 2015, riflettendo un aumento del 1.041%.
Le OER possono eventualmente risolvere questo problema poiché i materiali sono gratuiti quando sono online ed economici in formato cartaceo. Le risorse destinate all'acquisto di libri di testo possono essere reincanalate verso la tecnologia, migliorando il mezzo di istruzioni e abbassando il debito. Studi di ricerca hanno anche mostrato che molti studenti imparano di più grazie al loro accesso a materiali di qualità. La tecnologia ha anche potenziali illimitati nell'innalzare l'insegnamento e l'apprendimento a un livello superiore.

## Approcci critici all'istruzione aperta
Vi sono una serie di preoccupazioni per quanto riguarda l'attuazione di sistemi di istruzione aperti, in particolare per l'uso nei Paesi in via di sviluppo. Tra queste preoccupazioni, vi sono una potenziale mancanza di controllo amministrativo e sistemi di garanzia della qualità per gli educatori/materiali in alcuni programmi, limitazioni delle infrastrutture nei Paesi in via di sviluppo, una mancanza di parità di accesso alle tecnologie richieste per la piena partecipazione degli studenti alle iniziative educative online e interrogativi sull'uso di materiali protetti da copyright.